# Daniel Duigou
Pour les articles homonymes, voir Duigou.
Daniel Duigou est un prêtre catholique et journaliste français, né le 20 février 1948 à Paris.
Il a exercé en même temps une activité de psychologue-psychanalyste à l'hôpital. Ordonné prêtre pour le diocèse d'Amiens, il exerce ensuite son ministère dans le diocèse de Paris, délégué aux croyances nouvelles, puis dans le diocèse de Rabat, à Ouarzazate (Maroc).

## Parcours
D'abord journaliste à France Inter en 1973, ensuite en 1974 à TF1, puis à Antenne 2 devenue France 2, il occupe successivement plusieurs fonctions comme journaliste économique puis politique, présentateur, grand reporter, enfin rédacteur en chef adjoint de Télématin. Il devient en 1994 rédacteur en chef à France 5, où il occupe, dans les années 2000, les fonctions de médiateur. En 2008, il quitte France 5.
En parallèle, Il est devenu psychologue clinicien, psychanalyste, tout en poursuivant ses activités à la télévision. Il a mené conjointement une pratique de psychologue-psychanalyste dans les services d'infectiologie à Necker à Paris et ensuite Paul-Brousse, et de soins palliatifs de l'hôpital Paul-Brousse à Villejuif.
Il est fait chevalier de l'ordre national du Mérite le 15 mai 2004 et chevalier dans l'Ordre des Palmes académiquesle 14 février 1996. Le 1er janvier 2013, il est fait chevalier de la Légion d'honneur

## Prêtrise
Daniel Duigou est ordonné prêtre à 51 ans dans le diocèse d'Amiens, il a été consultant à RMC pour les questions religieuses lors de la mort du pape Jean-Paul II.
En 2008, il met fin à toutes ses activités civiles pour vivre une expérience d'ermite dans le Sud du Maroc, près de Ouarzazate. Il poursuit une collaboration avec le journal La Croix.
À partir de 2015, il est curé de la paroisse Saint-Merri dans le 4e arrondissement de Paris.
En 2018, il demande que son mandat de curé de la paroisse Saint-Merri ne soit pas renouvelé. Il est malgré tout nommé administrateur, charge qu'il quitte en février 2019. En septembre 2019, il est reparti dans le Grand Sud marocain, à Ouarzazate, pour reprendre sa vie d'ermite. Depuis 2024, de retour à Paris, il est aumônier à l'hôpital de la Pitié Salpêtrière.

## Publications de Daniel Duigou
- Psychanalyse des miracles du Christ, Éditions Presses de la Renaissance, 2003
- Journaliste, psy et prêtre, Presses de la Renaissance, 2004
- Naître à soi-même : Les Évangiles à la lumière de la psychanalyse, éditions Presses de la Renaissance, 2007
- L'Église sur le divan, Bayard Éditions, 2009
- Vanité des vanités... Méditations au désert, Éditions Albin Michel, septembre 2010
- À l'ombre de la tour de Babel, Éditions Albin Michel, 2012
- Le bonheur à portée de main ... Méditations au désert ou l'impossible possible, Médiaspaul, 2013
- Lettre ouverte d'un curé au pape François, Presses de la Renaissance, 2018
- Jésus. Un homme libre, Presses de la Renaissance, 2019
- Sept jours au désert, Salvator, 2021, 200 p.   (ISBN 978-2-7067-2162-5)
- Atlas des lieux sacrés, Arthaud, 2023.